# Šiljak

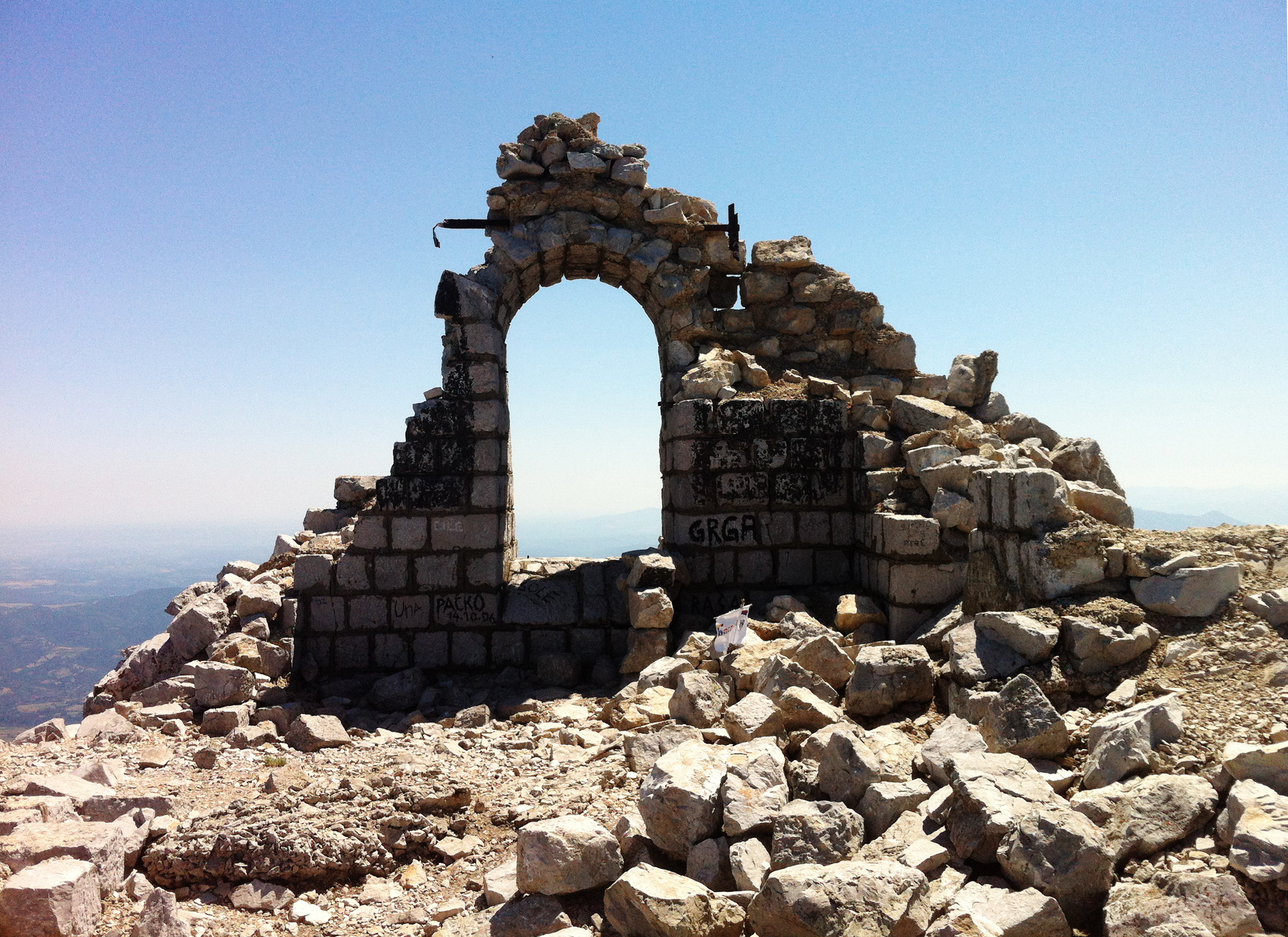
Kapelle auf dem Šiljak (Juli 2012)

Der Šiljak (kyrillisch: Шиљак, deutsch: Spitze) ist mit 1.565 m der höchste Gipfel des Rtanj-Massivs in den serbischen Karpaten in Ostserbien. Aufgrund seiner auffälligen Form erhielt er seinen heutigen Namen. Aufgrund seiner Dominanz in der Region ist das Massiv an klaren Tagen von fast jedem Gipfel in Serbien aus zu sehen. Auf dem Gipfel des Berges befinden sich Ruinen einer alten Kapelle.
Im Zusammenhang mit den Weltuntergangszenarien infolge des am 21. Dezember 2012 endenden Kalenderzyklus des Maya-Kalenders geriet dieser Berg wegen seiner pyramidenförmigen Gestalt in den Blickpunkt einiger Anhänger dieser Theorie. Sie vermuteten, dass der Berg von Aliens geschaffen worden sei und aufgrund der damit verbundenen mystischen Kräfte vom „Untergang“ verschont werde.